# 安川徹
安川 徹（やすかわ とおる、1960年1月5日 - ）は、日本の作曲家。活水女子大学音楽学部教授。現代音楽の発表では安川黙磷（もくりん）の名義を使用する。

## 略歴
福岡県福岡市生まれ。福岡県立城南高等学校を経て、東京藝術大学作曲科卒業。
作曲を今史朗、北村昭、南弘明、八村義夫に師事。
作曲家同人アルビレオ、日本音楽著作権協会準会員。

## 作品
※がついているものは安川黙磷名義。

### 管弦楽(弦楽オーケストラを含む)
- 美しく滅びるために Op.43 (全3曲/1993年 - 1995年)
- 始まることのなかった物語のために Op.44 (1994年)
- 藁の日々 Op.25 (1994年/strings, percussions and piano)※
- 花の画集 Op.45 (全9曲/1994年 - )
- 聖夜幻想 Op.28 (1995年 - 1996年/strings and percussions)※
- 餅屋の踊り (1998年)
- Innocent Marpl's Song Op.33 (2001年/5 grouped string orchestra) ※
- 天使のささやき Op.31 (1998年/solo flute and strings)※

### 協奏曲
- ピアノ協奏曲第１½番 ニ短調 Op.23b（1980年）

### 室内楽
- Deep Angels Op.34※

1. 失意の天使 (2004年/flute, oboe and 2 percussions)
2. 忘却の天使 (2002年/oboe, basson, trumpet and trombone)
3. 憂鬱の天使 (2002年/naration, flute and pipe-organ)
- 神へと至る緩やかな時間 Op.32-2 (1999年/oboe and piano) ※
- あなたが神であるように Op.32-1 (1998年/clarinet and piano)※
- 陽春へのうつろい Op.29 (1997年/naration and piano)  (作詞 藤原通子)※
- 嘆きと祈り チェロとピアノのための Op.72（2009年）

### ピアノ
- 水かげろう Op.20 (1990年)※
- 風の窓のリスたちへ Op.21 (1991年)※
- 2台のピアノのための組曲〈おまけ付〉 Op.22 (1992年)※
- 2つの即興曲 Op.47（1995年）
- アルバムの綴り Op.50（1997年 - ）
- 3つのともしび Op.51（2002年）
- いくつかの夜 Op.52（全5曲/1999年 - 2004年）
- それぞれの想い出のために Op.53（全5曲/2003年 - 2006年）
- つかのまの Op.55 (2004年)
- ゆめのかたち第1集 - 第77集（全1,001曲/2004年 - 2017年）

### オルガン
- 礼拝のための音楽 Op.71 (全25曲/2009年)
- 瞑想のための音楽 Op.78 (全5曲/2010年)
- 礼拝のための音楽第２集 Op.85 (全25曲/2011年 - 2012年)

### 合唱
- 女声合唱組曲「Recollections」 ～愛にまつわるいくつかの挿話～（2005年）
- 女聲合唱ノ爲ノ「禱之刻」～活水創作讃美歌による～(2016年)

### 歌曲
- 24のうたたち Op.49（全24曲/1997年 - 2008年/作詞 てんてらてん、まんぞー、Hiviki)

### その他
- 夢の言葉 Op.27 (1995年/synthesizer) - 演奏時間96時間以上 ※

## CD
- 菫色の場所から (2012年)　〔宮崎由紀子（ピアノ）〕
- 石畳の記憶 (2021年)　〔宮崎由紀子（ピアノ）、大西ゆか（ソプラノ）〕
- 祈りの向こう側へ（2024年）〔桐原瑞葵(歌)、青栁智子(パイプオルガン)〕

## 楽譜
- いくつかの夜、つかのまの（カワイ出版/2015年）